# Junta de Rioja
La Junta de Rioja o Real Junta de la Comisión de Armamento e Insurrección general de La Rioja fue una de las juntas de armamento e insurrección que se formaron durante la guerra de la Independencia española, correspondiente a La Rioja (España). Fue  organizada en 1809 y disuelta en 1811. Su capital estaba situada en la localidad de Soto en Cameros. Era una entidad política  prácticamente autónoma. 
Su disolución por parte de las cortes en 1811 provocó como respuesta en 1812 un acontecimiento histórico denominado Convención de Santa Coloma.

## Historia
Durante la guerra de la independencia la resistencia ante el invasor francés se realizó desde juntas de armamento y defensa locales o regionales debido a la debilidad del poder central. Una de ellas fue la Junta de Rioja. Del surgimiento de la misma se aprecia un sentimiento de unidad del territorio.
Era una región política prácticamente autónoma, dirigida desde el municipio de Soto en Cameros. Su presidente y a la vez jefe de las guerrillas que operaban en La Rioja fue el coronel retirado Don Ignacio Marrón, caballero del hábito de Santiago y vecino de Tricio.
Comandados desde la misma estaban las unidades militares del Batallón de voluntarios de La Rioja y el Escuadrón de los Húsares de La Rioja.
Fue disuelta por José Canga Argüelles, secretario del Despacho de Estado del Consejo de Regencia el 6 de diciembre  de 1811. Su desaparición conllevó como respuesta por parte de los riojanos un acontecimiento histórico denominado Convención de Santa Coloma.